# حاصبيا
حاصبيا هي إحدى القرى اللبنانية ومركز قضاء حاصبيا في محافظة النبطية. هي العاصمة التاريخية لوادي التيم التي حكمها الشهابيون، وسكانها بنو التيم بطن من الحجر.
بلدية حاصبيا مؤلفة من 15 عضواً يتم انتخابهم كل 6 سنوات حيث جرت آخر انتخابات في العام 2016.

## شخصيات بارزة
- الرئيس خالد شهاب: رئيس سابق للحكومة اللبنانية في النصف الأول من القرن الماضي.
- الوزير السابق مروان خير الدين: وزير سابق في حكومة الرئيس نجيب ميقاتي الثانية، وهو قيادي في الحزب الديمقراطي اللبناني ورئيس مجلس إدارة بنك الموارد.
- النائب أنور الخليل: نائب عن المقعد الدرزي في قضاء حاصبيا منذ العام 1991.
- الدكتور أسعد قطيط: رئيس سابق لمنظمة الطيران المدني في العالم.
- الشيخ سليم خير الدين: رجل أعمال، ووالد الوزير السابق مروان خير الدين.
- الأميرة زينة خير الدين أرسلان: زوجة رئيس الحزب الديمقراطي اللبناني النائب طلال أرسلان، وابنة أخ الشيخ غسان خير الدين.
- لور مغيزل: ناشطة في حقوق المرأة.